# Spiranthes simpsonii
Spiranthes simpsonii là một loài thực vật có hoa trong họ Lan. Loài này được Catling & Sheviak miêu tả khoa học đầu tiên năm 1993.